# Херсонска губерния
Херсонска губерния (на руски: Херсонская губерния) е губерния на Руската империя, съществувала от 1803 до 1920 година. Заема югозападната част на днешна Украйна и съседни части на Молдова, а столица е град Херсон. Към 1897 година населението ѝ е около 2,7 милиона души, главно украинци (54%), руснаци (21%), евреи (12%), румънци (5%) и немци (5%).
Създадена е през 1803 година на мястото на дотогавашната Николаевска губерния. След разпадането на Руската империя губернията е част от Украинската народна република, а през март 1919 година е завладяна от болшевиките, които я разделят на Одеска и Николаевска губерния.